# Eupithecia filiola
Eupithecia filiola är en fjärilsart som beskrevs av Max Joseph Bastelberger 1908. Eupithecia filiola ingår i släktet Eupithecia och familjen mätare. Inga underarter finns listade i Catalogue of Life.